# Hans Kummerfeldt

Hans Kummerfeldt

Hans Kummerfeldt (* 4. April 1887 in Boizenburg/Elbe; † 17. Mai 1963 in Nordhastedt) war ein deutscher Politiker (NSDAP).

## Leben und Wirken
Nach dem Besuch der Volksschule in Boizenburg und einer Höheren Knabenschule absolvierte Kummerfeldt eine Schmiedelehre in Schwerin. Ergänzend dazu wurde er an der Gewerbeschule unterrichtet. Nach der vorübergehenden Zugehörigkeit zur Leibeskadron des 1. Mecklenburgischen Dragoner-Regiments 17 sowie acht Gesellen- und Wanderjahren legte Kummerfeldt 1912 die Meisterprüfung ab. Später gründete er seinen eigenen Betrieb.
Ab 1914 nahm Kummerfeldt als Fahnenschmied bei der 7. Batterie des Feldartillerie-Regiments 9 am Ersten Weltkrieg teil.
Zum 22. März 1927 schloss Kummerfeldt sich der NSDAP an (Mitgliedsnummer 58.512). Für diese betätigte er sich intensiv als Parteiredner. Dass sein Denken auch privat stark von der nationalsozialistischen Weltanschauung durchdrungen war, demonstrieren Werbeannoncen für seinen Betrieb, die Kummerfeldt in den frühen 1930er Jahren in Zeitungen drucken ließ. Als Schmiedmeister lebte er in Nordhastedt.
Seit 1929 war Kummerfeldt Mitglied des Provinziallandtages Schleswig-Holstein. Von 1932 bis zum Herbst 1933 saß er im Preußischen Landtag und anschließend gehörte er von November 1933 bis zum Ende der NS-Herrschaft im Frühjahr 1945 dem nationalsozialistischen Reichstag als Abgeordneter für den Wahlkreis 13 (Schleswig-Holstein) an.
Kummerfeldt amtierte darüber hinaus von 1933 bis 1938 als Präsident der Handwerkskammer von Flensburg und von 1938 bis 1945 als Präsident der Handwerkskammer von Lübeck sowie als Landeshandwerksmeister der Nordmark.